# DD (Automarke)
DD war eine Automarke aus französischen Überseegebieten.

## Markengeschichte
Der Franzose Marcel Degant entwickelte ein Fahrzeug, das die Rikschas in Vietnam ersetzen sollte. Louis Descloitre half ihm dabei. Gemeinsam begannen sie 1949 in Vietnam (damals Französisch-Indochina)  mit der Produktion von Automobilen. Der Markenname lautete DD. 1949 oder 1950 endete dort die Produktion nach sechs hergestellten Fahrzeugen.
Degant gründete daraufhin ein neues Unternehmen in Marrakesch im damaligen Französisch-Marokko. Die Produktion lief bis 1950. Der Markenname blieb DD. Hier entstanden 36 Fahrzeuge.

## Fahrzeuge
Das einzige Modell war ein Dreirad (eine Art Autorikscha) mit einzelnem Vorderrad. Ein Motor von Jonghi mit 125 cm³ Hubraum trieb die Fahrzeuge an. Hinter dem Fahrer war Platz für zwei Passagiere.